# Lecitin

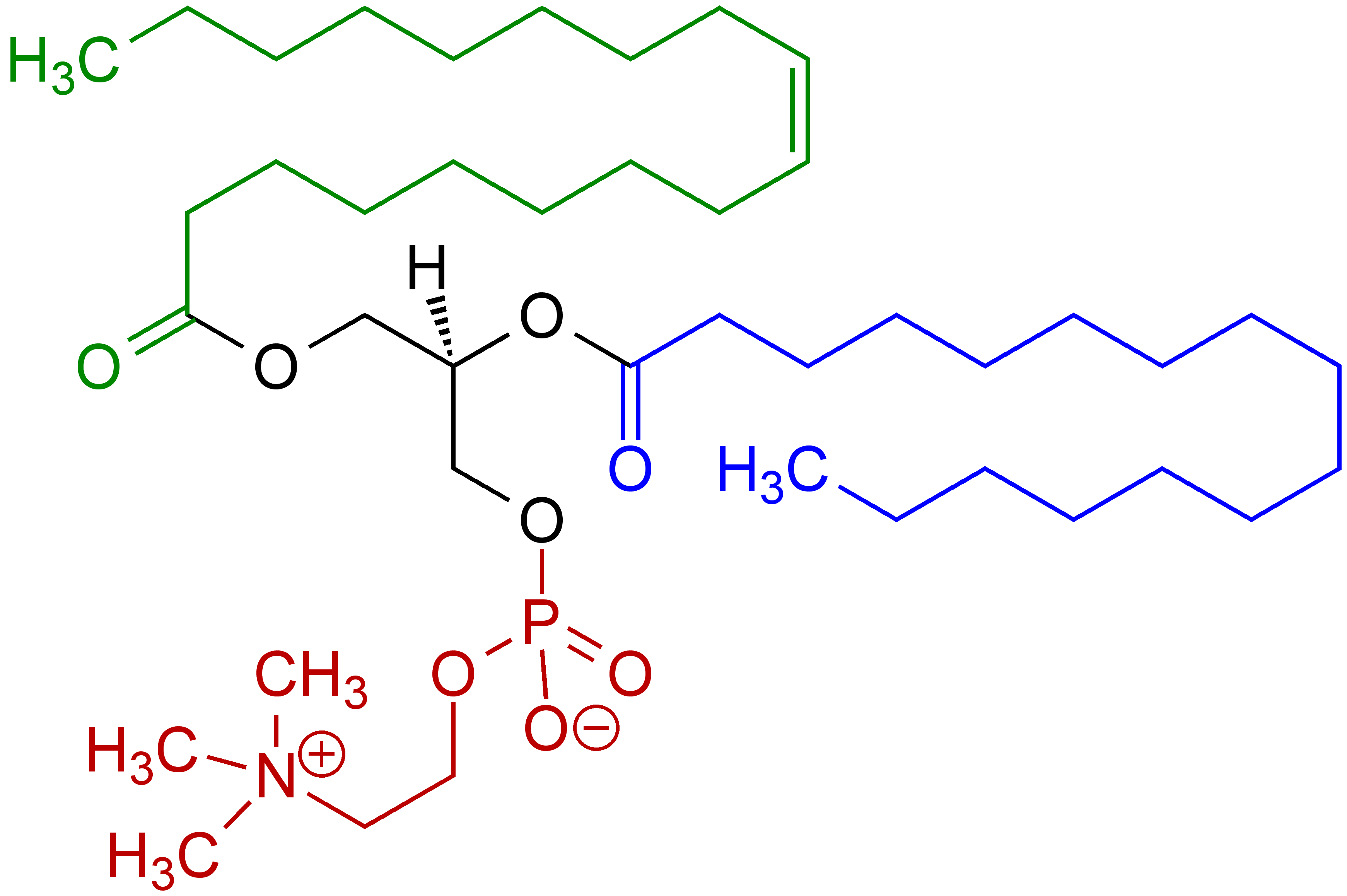
Fosfolipiden fosfatidylkolin, även kallad lecitin, består av ett glycerolskelett med två fettsyror och en aktiverad form av alkoholen kolin.

Lecitin är ett fosfor- och kvävehaltigt  fettämne som finns i alla celler, bland annat i nervsubstansen, i hjärnan, i baljväxternas frön och i äggula. Det är också en av beståndsdelarna i galla.
Ämnet bildar i rent tillstånd ett gult till gulbrunt pulver. Ett annat namn för lecitin är fosfatidylkolin.

## Egenskaper
Färskt lecitin är en vit massa som snart mörknar i luft. Lecitiner är ytaktiva ämnen (strukturen är analog med den hos syntetiska tensider). På vatten bildar de ett monomolekylärt skikt i vilket varje molekyl vänder den hydrofila kolinfosfatdelen mot vattenytan och den hydrofoba fettdelen från vattnet. I organismen spelar lecitiner en viktig roll i cellväggar och andra membran dels som byggnadsmaterial, dels som hjälpsubstanser vid ämnestransporter.

## Framställning
Lecitin framställs genom extraktion med metanol och indunstning i vakuum, varefter det renas genom lösning i eter och fällning med aceton. Huvuddelen av lecitin erhålls som biprodukt vid utvinning av olja ur sojabönor.

## Användning
Det används inom margarin- och chokladindustrin och i bagerier som emulgeringsmedel i många produkter och har E-nummer E 322. Utvinning ur ägg sker också för medicinsk användning.